# Ulrico Girardi
Ulrico Girardi   (Cortina d'Ampezzo, 3 de juliol de 1930 - Cortina d'Ampezzo, 18 de desembre de 1986) fou un pilot de bob italià que va competir durant la dècada de 1950.
El 1956 va prendre part en els Jocs Olímpics d'Hivern de Cortina d'Ampezzo, on guanyà la medalla de plata en la prova del bob a quatre del programa de bob. Va formar equip amb Eugenio Monti, Renzo Alverà i Renato Mocellini.